# Trockenabbau (Lockergestein)
Als Trockenabbau bezeichnet man eine Form des Abbaus von lockeren Gesteinsmassen, bei der die Gewinnung des Rohstoffes in der Regel oberhalb der Grundwasserlinie erfolgt. Diese Form des Abbaus ist ein Teilbereich der Tagebautechnik, mit der häufig Sand oder Kies abgebaut wird.

## Grundlagen
Befinden sich in einer Lagerstätte Bereiche, in denen die Rohstoffe oberhalb des Grundwasserspiegels liegen, so sind diese Bereiche in der Regel für den Trockenabbau geeignet. Allerdings wird bei dieser Form des Abbaus von Lockergestein die schützende Grundwasserüberdeckung entfernt oder zumindest verringert. Um den Grundwasserschutz weitestgehend sicherzustellen, dürfen nur bestimmte, vorher festgelegte Abbauabschnitte zeitgleich bearbeitet werden. Werden tiefer liegende Rohstoffschichten gewonnen, kann es erforderlich sein, dass bei Freilegen der Grundwasseroberfläche eine Wasserhaltung erforderlich ist. Nachdem der Rohstoff gewonnen wurde, erfolgt die Rekultivierung der abgebauten Fläche, wodurch die Schutzfunktion für das Grundwasser wieder hergestellt wird. Insbesondere in Wasserschutzgebieten muss mit größter Vorsicht gearbeitet werden, damit es nicht zu Schadstoffeinträgen in das Grundwasser kommt.

## Abbau und Weiterverarbeitung
Bevor der Rohstoff gewonnen werden kann, müssen ähnlich wie beim Nassabbau, zunächst die Deckschichten über dem Rohstoff entfernt werden. Dabei erfolgt die Entfernung der Deckschichten nicht großflächig, sondern selektiv. Anschließend kann mit der eigentlichen Rohstoffgewinnung begonnen werden. Dabei kann der Rohstoff im Hochschnitt oder Tiefschnitt gewonnen werden. Da bei der Gewinnung des Rohstoffs ein Teil direkt von der Abbauwand kommt, kann dieser gewonnene Teil des Rohstoffs direkt zum Weiterverarbeiter als sogenanntes Baggergut vermarktet werden. Als Maschinen werden beim Trockenabbau bei locker gelagerten Materialien Radlader und bei verfestigtem Material Hydraulikbagger verwendet. In einigen Kiesgruben kommen auch Schürfkübelbagger, Schaufelradbagger und Schrapperanlagen zum Einsatz. Vereinzelt verwendet man auch Planierraupen, um den Grubenkies wegzuschieben. Nach der Gewinnung wird das Lockergestein in Aufbereitungsanlagen gereinigt und klassifiziert: das Waschwasser wird in Absetzbecken abgeleitet.